# Adalbert Schnee
Otto Adalbert Schnee (31 de diciembre de 1913-4 de noviembre de 1982) fue un marino alemán, Korvettenkapitän de la Kriegsmarine durante la Segunda Guerra Mundial. Tuvo el mando de los submarinos los U-6, U-60, U-121, U-201 y U-2511. Hundiendo veintiún barcos mercantes en doce patrullas, con un total de 90,847 toneladas de registro bruto (TRB), y recibió la Cruz del Caballero con hojas de roble. Es el trigésimo séptimo en la lista de ases de submarinos de la Segunda Guerra Mundial.

## Carrera

### Formación
Schnee se unió a la Reichsmarine el 8 de abril de 1934, donde fue asignado a la 2.ª compañía del II departamento de capitanes del mar Báltico en Stralsund. Donde completó su primer entrenamiento de marinero. Luego comenzó su entrenamiento a bordo del Gorch Fock el 15 de junio de 1934, que terminó el 26 de septiembre de 1934 con su nombramiento como Seekadett. Un día después, el 27 de septiembre de 1934, Schnee continuó su entrenamiento a bordo en el barco de entrenamiento de cadetes crucero ligero Emden, donde se convirtió en Gefreiter el 1 de octubre de 1934 y Oberstabsmatrose el 1 de enero de 1935. Del 10 de noviembre de 1934 al 14 de junio de 1935, participó en el quinto viaje del Emden, un viaje al sudeste de Asia. El entonces comandante del Emden había sido, desde finales de septiembre de 1934, el capitán de fragata Karl Dönitz, y más tarde se convirtió en su ayudante. Después de completar sus dos estancias a bordo, Schnee fue enviado a la Escuela Naval Mürwik el 27 de junio de 1935 para el curso de Ensign. Por esto fue nombrado alférez al mar el 1 de julio de 1935 .
Schnee completó su primera instrucción de navegación del 4 de noviembre de 1935 al 9 de noviembre de 1935 en el dragaminas Frauenlob y otra del 10 de febrero de 1936 al 31 de marzo de 1936 a bordo del barco Hecht. Desde finales de marzo de 1936 hasta finales de julio de 1936, Schnee completó varios cursos especializados. El 11 de octubre de 1936, embarcó en el crucero ligero Leipzig, donde completó su entrenamiento a bordo. Schnee participó varias patrullas navales en aguas territoriales españolas como parte del bloqueo naval internacional durante la guerra civil española.

### Ingreso en el Arma submarina
Después de regresar a Alemania, Schnee dejó el Leipzig y cambió al arma submarina el 21 de mayo de 1937, donde asistió a un curso de submarinos en una escuela de submarinos. Una vez terminado, el 3 de julio de 1938 fue asignado como oficial de guardia al submarino tipo IIB U-23 que en ese momento estaba bajo el mando del Oberleutnant zur Ver Otto Kretschmer. Paso dos años en dicho submarino. En junio de 1938, además de su servicio regular de submarinos, asistió a un curso adicional para oficiales de torpedos submarinos en la escuela naval de Mürwik. Cuando comenzó la Segunda Guerra Mundial tenía menos de 23 años. Completando cinco patrullas de combate como segundo al mando, entre octubre de 1939 y enero de 1940. Realizó dos patrullas al Mar del Norte, pero no encontró objetivos marítimos. A fines de 1939, siguieron otras tres empresas en el Mar del Norte y en la costa este británica, incluida una operación de minado.  En la patrulla Kretschmer hundió cuatro barcos con 14,943 toneladas.

### Comandante de submarino
El 3 de enero de 1940, Schnee dejó el U-23 y del 31 de enero de 1940 al 10 de julio de 1940 completó el curso del comandante para submarinos. Durante este tiempo actuó como comandante en el submarino de entrenamiento tipo IIA U-6. Entre el 4 de abril de 1940 al 19 de abril de 1940, realizó una sola patrulla corta apoyando la invasión de Noruega, "Operación Weserübung".
 No se hundieron barcos en este viaje. Después de completar su curso de mando, Schnee dio el mando de U 6 al teniente Georg Peters y se convirtió en comandante del U-60, un U-boat tipo IIC, desde el 19 de julio de 1940 hasta el 5 de noviembre de 1940. Con este barco, navegó a tres patrullas en el Atlántico Norte y también operaba en el North Scottish Pentland Firth . Aquí, tuvo éxito Schnee del hundimiento de dos barcos con 3.188 toneladas, y dañando una de 15,434 toneladas. Luego renunció al mando y actuó como subcomandante del U-121 del 6 de noviembre de 1940 al 27 de noviembre de 1940, pero como esta clase de submarino fue retirada del servicio de primera línea, en enero de 1941 Schnee recibió el mando del U-201 más nuevo y más grande.
Schnee navegó en siete patrullas de combate en el U-201 entre abril de 1941 y agosto de 1942, hundiendo 19 buques mercantes, con un total de 87.001 toneladas, y dañó a otros dos, 13.386 toneladas. También hundió dos buques de guerra auxiliares de la Royal Navy británica, el barco equipado con una catapulta para lanzar un avión HMS Springbank y el barco de arrastre antisubmarino HMS Laertes. En agosto de 1941 fue galardonado con la Cruz de Caballero de la Cruz de Hierro, y en julio de 1942 con las Hojas de Roble.

### Asesor en la lucha contra convoyes
El 26 de octubre de 1942, Schnee se unió al personal de Befehlshaber der U-Boote. En su posición como Geleitzugs-Admiralstabsoffizier, planeó y organizó operaciones contra convoyes aliados. Mantuvo esta función hasta febrero de 1944. Luego trabajó como consultor en el Alto Mando de la Armada.

### Última patrulla
En septiembre de 1944, Schnee tomó el mando del nuevo Elektroboot U-2511, que junto al U-3008 fueron los dos únicos submarinos tipo XXI en salir de patrulla. Su primera y única patrulla comenzó el 3 de mayo de 1945, en Bergen. Al día siguiente, Schnee recibió la orden de alto el fuego, antes de la rendición alemana, y unas horas más tarde vio a un grupo de buques de guerra británicos. Simulando un ataque, evadió la pantalla del destructor, se acercó a 500 metros del crucero británico Norfolk y luego abandonó el área sin ser detectado. El U-2511 regresó a Bergen el 5 de mayo para rendirse según lo ordenado. Schnee habló con oficiales de Norfolk unos días después, quien no podía creer que el U-2511 pudiera acercarse tanto sin ningún contacto con el sonar. Se dice que Schnee solicitó una comparación de los registros de los respectivos barcos, lo que confirmó su cuenta. Su Leitender Ingenieur -ingeniero jefe- en esta patrulla fue Gerd Suhren.

## Ataques
| Fecha                    | Barco          | Tonelaje | Nacionalidad          | Convoy | notas   |
| ------------------------ | -------------- | -------- | --------------------- | ------ | ------- |
| Con U-60                 |                |          |                       |        |         |
| 13 de agosto de 1940     | Nils Gorthon   | 1787     | Suecia                | HX-62  | Hundido |
| 31 de agosto de 1940     | Volendam       | 15 434   | Países Bajos          | OB-205 | Dañado  |
| 3 de septiembre de 1940  | Ulva           | 1401     | Reino Unido           |        | Hundido |
| Con U-201                |                |          |                       |        |         |
| 2 de mayo de 1941        | Capulet        | 8190     | Reino Unido           | HX-121 | Hundido |
| 9 de mayo de 1941        | Empire Cloud   | 5969     | Reino Unido           | OB-318 | Dañado  |
| 9 de mayo de 1941        | Gregalia       | 5802     | Reino Unido           | OB-318 | Hundido |
| 19 de agosto de 1941     | Aguila         | 3255     | Reino Unido           | OG-71  | Hundido |
| 19 de agosto de 1941     | Ciscar         | 1,809    | Reino Unido           | OG-71  | Hundido |
| 23 de agosto de 1941     | Aldergrove     | 1974     | Reino Unido           | OG-71  | Hundido |
| 23 de agosto de 1941     | Stork          | 787      | Reino Unido           | OG-71  | Hundido |
| 21 de septiembre de 1941 | Lissa          | 1511     | Reino Unido           | OG-74  | Hundido |
| 21 de septiembre de 1941 | Rhineland      | 1381     | Reino Unido           | OG-74  | Hundido |
| 21 de septiembre de 1941 | Runa           | 1575     | Reino Unido           | OG-74  | Hundido |
| 27 de septiembre de 1941 | Cervantes      | 1810     | Reino Unido           | HG-73  | Hundido |
| 27 de septiembre de 1941 | HMS Springbank | 5155     | Marina Real británica | HG-73  | Hundido |
| 27 de septiembre de 1941 | Margareta      | 3103     | Reino Unido           | HG-73  | Hundido |
| 18 de abril de 1942      | Victoria       | 7417     | Argentina             |        | Dañado  |
| 21 de abril de 1942      | Bris           | 2027     | Noruega               |        | Hundido |
| 22 de abril de 1942      | Derryheen      | 7217     | Reino Unido           |        | Hundido |
| 22 de abril de 1942      | San Jacinto    | 6,069    | Estados Unidos        |        | Hundido |
| 6 de julio de 1942       | Avila Star     | 14 443   | Reino Unido           |        | Hundido |
| 12 de julio de 1942      | Cortona        | 7093     | Reino Unido           | OS-33  | Hundido |
| 12 de julio de 1942      | Siris          | 5242     | Reino Unido           | OS-33  | Hundido |
| 13 de julio de 1942      | Sithonia       | 6723     | Reino Unido           | OS-33  | Hundido |
| 15 de julio de 1942      | British Yeoman | 6990     | Reino Unido           |        | Hundido |
| 25 de julio de 1942      | HMS Laertes    | 545      | Royal Navy            |        | Hundido |

## Premios y condecoraciones
- Premio al largo servicio de la Wehrmacht (8 de abril de 1938)[8]
- Cruz de Hierro (1939)
  - Segunda Clase (21 de octubre de 1939)[9][10]
  - Primera Clase (15 de agosto de 1940)[9][10]
- Medalla de los Sudetes (20 de diciembre de 1939)[9]
- U-Bootkriegsabzeichen (1939) (27 de noviembre de 1939)[9]
- Cruz de Caballero de la Cruz de Hierro
  - Cruz de Caballero el 30 de agosto de 1941 como Oberleutnant zur See y comandante del U-201[11]
  - 105.ª Hojas de Roble el 15 de julio de 1942 como Kapitänleutnant y comandante del U-201[12]

## Posguerra
Después de la rendición alemana, sirvió durante seis meses en una unidad buscaminas de la German Mine Sweeping Administration. En octubre de 1945 fue llamado a declarar por la defensa en el juicio de Heinz-Wilhelm Eck y algunos de sus oficiales  del U-852, quienes fueron juzgados por sus acciones después del hundimiento de SS  Peleus. Schnee fue puesto en una posición difícil por el fiscal y se enfrentó a una elección entre el auto incriminatorio o condenar a Eck con la decisión judicial. Schnee, quien debería haber sido el testigo estrella de la defensa, se vio acorralado en sentido figurado y obligado a reconocer que no habría hecho lo mismo que Eck había hecho durante su patrulla.
Luego trabajó durante algunos años como representante comercial antes de convertirse en director de una escuela de vela  en la isla de Elba, en Italia. También fue durante muchos años, a partir de 30 de octubre de 1968 hasta su muerte, el presidente de la Verband Deutscher Ubootfahrer - "Asociación de tripulaciones de submarinos en Alemania".
Adalbert "Adi" Schnee murió en Hamburgo el 4 de noviembre de 1982 con 69 años.